# HD281048
HD281048 є хімічно пекулярною зорею спектрального класу
B9 й має видиму зоряну величину в смузі V приблизно 11,3.

## Пекулярний хімічний вміст
Зоряна атмосфера HD281048 має підвищений вміст 
Si
.